# Graeme Dott
Graeme Dott (Larkhall, Skócia, 1977. május 12. –) skót profi sznúkerjátékos. 2006-ban megnyerte a világbajnokságot, ami az első pontszerző tornagyőzelme volt négy második helyezését követően. Ezután megnyerte a 2007-es China Open-t és a 2. helyre került a világranglistán, de ezután depresszióba süllyedt és játéka visszaesett, és a 2009/2010-es szezonban a legjobb 16-ból is kiesett. Formáját 2010-ben nyerte vissza, amikor a világbajnoki döntőig jutott.

## Pályafutása

### Korai pályafutása
Miután 1992-ben megnyerte az Egyesült Királyság 19 év alattiak tornáját és 1993-ban a skót amatőr bajnokságot, Dott 1994-ben állt profinak. Lassan haladt felfelé a világranglistán, majd 2001-ben jutott a legjobb 16 közé, ahol 2009-ig sikerült bennmaradnia. Korai sikerei közé tartozik az 1996-os Welsh Open-en elért negyeddöntős helyezés, majd 1997-ben először sikerült kvalifikálnia magát a világbajnokságra. Második helyezést ért el az 1999-es Scottish Open-en, 2001-ben a British Open-en, 2004-ben a világbajnokságon, és 2005-ben a Malta Cup-on. Egyetlen hivatalos 147-es break-jét az 1999-es British Openen érte el.

### 2006-os világbajnoki győzelme
Dott egy könnyű, 10–3 arányú győzelemmel kezdett a korábbi világbajnok John Parrott ellen, majd a második fordulóban a veterán Nigel Bondot győzte le 13-9-re. A negyeddöntőben az ausztrál Neil Robertsonnal találkozott, ahol 12-8-as vezetése, majd Robertson egyenlítése után egy döntő frame-ben tudott nyerni 13-12-re. Az elődöntőben a korábbi kétszeres világbajnok Ronnie O’Sullivan volt az ellenfele, akivel az elvesztett 2004-es világbajnoki döntőben is találkozott. Két szakasz után az állás 8-8 volt, majd a harmadik szakaszban O'Sullivan nem volt képes egyetlen frame-et sem nyerni, így Dott könnyű győzelmet aratott 17-11 arányban.
A döntőben Dott Peter Ebdonnal mérkőzött meg a 200.000 fontos fődíjért. Az utolsó szakaszt 15-7 arányú előnnyel kezdte, de Ebdon zsinórban hat frame-et nyert meg, jócskán lefaragva a hátrányát. Dott végül 18-14-re diadalmaskodott, miután megnyert néhány nagyon fontos frame-et. Ez volt minden idők leghosszabb, egyben a legkésőbb véget érő döntője. A korábbi csúcsot a híres 1985-ös világbajnoki döntő tartotta, melyet az angol Steve Davis és az északír Dennis Taylor vívott és a döntő frame-ben az utolsó fekete golyóval dőlt el. Az akkori mérkőzés a greenwichi középidő szerint 00:19-kor ért véget, míg Dott és Ebdon ennél fél órával tovább játszott, bár hárommal kevesebb frame-et játszottak, ami a játék lassúságát jelzi. Az átlagos framehosszúság olyan nagy volt, hogy a két délutáni szakaszban csak hat-hat frame-et sikerült lejátszani az általában szokásos nyolc helyett. Ráadádul a 27. frame a több mint 74 perces idejével a világbajnokságok történetében a leghosszabb volt, egészen 2009-ig.
Az Ebdon elleni győzelemmel Dott a 6. helyre ugrott a 2006/2007-es világranglistán, ami addigi legjobb helyezését jelentette.

### Pályafutás a világbajnoki cím után
Dott a 2006-os UK Championship-en is jól játszott, bejutva az elődöntőbe, ahol 7-9 arányú vereséget szenvedett Stephen Hendrytől (akit pontszerző versenyen soha nem győzött le), bár 7-5-re még vezetett. Dott rövid ideig az előzetes világranglista élére került, miután 9-5-re legyőzte Jamie Cope-ot a 2007-es China Openen, amely így a második pontszerző győzelme lett. A 2007-es világbajnokságra címvédőként érkezett, de egy sokkoló, 7-10 arányú vereséget szenvedett Ian McCulloch-tól az első fordulóban, a torna nyitómeccsén, ami meghiúsította, hogy világelső maradhasson. Az új világbajnok, John Higgins megelőzte. A McCulloch elleni vereség tovább táplálta a "Crucible átka" mítoszát, mivel miután 1977-ben a sheffield-i Crucible színházba helyezték a vb-versenyt, Dott lett a 17. egymást követő újdonsült világbajnok, aki a rákövetkező évben elvesztette a címét.
A 2007/2008-as szezon inkább egy küzdelem volt Dott számára, aki a 2007-es év végi formáját így jellemezte: "reménytelem... a közelébe sem jutok, hogy megfelelő szinten játsszak". A szezonja reménykeltően indult, mivel az elődöntőig jutott a szezonnyitó Shanghai Masters tornán, ahol Michael Holt-ot 5–4, a torna favoritját, Ding Junhuit 5–1 és Stephen Lee-t 5–4 arányban győzte le, mielőtt 2-6-ra kikapott Ryan Day-től, így közel került a világelső John Higgins-hez, aki a második fordulóban kiesett; azonban Dott 2007 októbere után egyetlen mérkőzést sem nyert a szezonban; 12 egymást követő vereség következett, közte mind az öt csoportmérkőzés a 2006-os Grand Prix-n. A 2007-es UK Championship-en az első körben búcsúztatta a nem kiemelt Dave Harold, míg a 2008-as Masters-en a végül második helyezett Stephen Lee-től szenvedett vereséget 5-6 arányban. Újabb első körös vereség következett a 2008-as Malta Cup-on, ezúttal Mark Williams-től. A 2008-as Welsh Open-en szintén elveszítette a nyitómeccset, 4-5-re kapott ki Michael Judge-tól. Dott bejelentette, hogy személyes okokból kihagyja a 2008-as világbajnokságot, és menedzsere közlése szerint depresszióban szenvedett. Dott végül részt vett a tornán, de az első körben 7-10 arányban alulmaradt Joe Perry-vel szemben, lecsúszva a világranglista 13. helyére, és az egyéves ranglistán a legjobb 32-be sem került be.
Javulás a 2008/2009-es szezon elején sem következett be, mert egy foci közben elszenvedett kartörés miatt ki kellett hagynia a 2008-as Shanghai Masters-et. és a 2008-as 2008 Grand Prix-t.
Dott megnyerte a World Series of Snooker 2008/2009 sorozatának berlini állomását, de a kezdés előtt két nappal visszalépett a moszkvai versenytől, mivel felesége szülésre készült. A 2009-es világbajnokságon a második fordulóig jutott, először a 2006-os győzelme után, de 10-13-ra kikapott Mark Selby-től, kiesve a legjobb 16-ból.
A 2010-es világbajnokságon Dott egy meglepő sorozattal a döntőig jutott, hat éven belül harmadszor. A világbajnokságot megelőzően nem sok sikere volt a 2009/2010-es szezonban, mindössze egyetlen pontszerző tornán, a Welsh Open-en jutott a legjobb 16 közé; azonban mivel a világbajnokság két esélyese, a címvédő John Higgins és a világelső Ronnie O’Sullivan egyaránt korai, meglepő vereséget szenvedett, az ily módon újra motivált Dott meggyőző játékkal ütötte ki Peter Ebdont az első körben 10–5-re. Ezután honfitársát, a szintén skót Stephen Maguire-re mért 13–6-os nagyarányú vereséget a második fordulóban, bejutva a negyeddöntőbe, először azóta, hogy 2006-ban világbajnok lett. A negyeddöntőben 10-12-es állásról fordítva 13-12-re verte Mark Allen-t. A Mark Selby elleni, 17-14 arányban megnyert elődöntőben másodszor ért el 146-os break-et a világbajnokság 83 éves történetében. Dott végül 13-18-ra alulmaradt a döntőben Neil Robertson-nal szemben, akitől korábban sohasem kapott ki – ironikus módon azután, hogy a 2006-os világbajnoki győzelmekor életében először verte meg Peter Ebdont. Bár meg kellett elégednie a második hellyel, Dott erőfeszítéseinek eredményeképp visszakapaszkodott a legjobb 16 közé a 2010/2011-es szezonban.
Egy évvel később Dott sikeresen tért vissza a 2011-es világbajnokságra, ahol Mark King-et and Ali Carter-t is legyőzte, mielőtt kikapott a jó formában lévő Judd Trumptól a negyeddöntőben.

## Magánélete
Dott 2003-ban vette feleségül Elaine Lambie-t, és fiuk, Lewis 2004-ben született. Van egy lányuk is, Lucy. Eleine Dott korábbi menedzserének, Alex Lambie-nek a lánya, aki Graeme-et 12 éves kora óta menedzselte. Alex 2006. december 16-án halt meg veserákban. Hetekkel ezután Eleine elvetélt, és az is felmerült, hogy ő is rákban szenved (ez később nem igazolódott be). Dott-ot depresszióval diagnosztizálták és gyógyszeres kezelésre szorult.
Dott a Rangers szurkolója és a világbajnoki győzelmét az ő stadionjukban ünnepelte, a Rangers utolsó bajnoki mérkőzésének szünetében, 2006. május 7-én.
Dott kedveli az online pókert, és antialkoholista.

## Pályafutásának döntői

### Pontszerző döntők: 7 (2 győzelem, 5 második hely)
| Jelmagyarázat         |
| Világbajnokság (1–2)  |
| UK Championship (0–0) |
| Egyéb (1–3)           |

| Eredmény | No. | Év   | Bajnokság                      | Ellenfél a döntőben | Pontszám |
| Második  | 1.  | 1999 | Scottish Open                  | Stephen Hendry      | 1–9      |
| Második  | 2.  | 2001 | British Open                   | John Higgins        | 6–9      |
| Második  | 3.  | 2004 | World Snooker Championship     | Ronnie O’Sullivan   | 8–18     |
| Második  | 4.  | 2005 | Malta Cup                      | Stephen Hendry      | 7–9      |
| Győztes  | 1.  | 2006 | World Snooker Championship     | Peter Ebdon         | 18–14    |
| Győztes  | 2.  | 2007 | China Open                     | Jamie Cope          | 9–5      |
| Második  | 5.  | 2010 | World Snooker Championship (2) | Neil Robertson      | 13–18    |

### Kisebb pontszerző döntők: 1 (1 második hely)
| Eredmény | No. | Év   | Bajnokság                           | Ellenfél a döntőben | Pontszám |
| Második  | 1.  | 2011 | Players Tour Championship – Event 3 | Ben Woollaston      | 2–4      |
| Második  | 2.  | 2013 | Munich Open                         | Mark Selby          | 3–4      |

### Nem pontszerző döntők: 1 (1 második hely)
| Outcome   | No. | Year | Championship   | Opponent in the final | Score |
| Runner-up | 1.  | 2011 | Brazil Masters | Shaun Murphy          | 0–5   |

### Pro-am győzelmek
- World Series of Snooker – Tournament in Berlin – 2008

## Fordítás
Ez a szócikk részben vagy egészben  a   Graeme Dott című angol Wikipédia-szócikk ezen változatának fordításán alapul.  Az eredeti cikk szerkesztőit annak laptörténete sorolja fel. Ez a jelzés csupán a megfogalmazás eredetét és a szerzői jogokat jelzi, nem szolgál a cikkben szereplő információk forrásmegjelöléseként.

## Könyv
- Dott, Graeme. Frame of Mind: The Autobiography of the World Snooker Champion. John Blake Publishing Ltd (2011). ISBN 978-1843583462

## Külső hivatkozások
- Player profile on Global Snooker
- Profile on Pro Snooker Blog